# Hilarempis elegans
Hilarempis elegans är en tvåvingeart som beskrevs av Mario Bezzi 1909. Hilarempis elegans ingår i släktet Hilarempis och familjen dansflugor. Inga underarter finns listade i Catalogue of Life.